# Linearni operator
Linearni operator središnji je pojam u linearnoj algebri. To je preslikavanje između dva vektorska prostora nad istim poljem pri kojem je slika zbroja vektora jednaka zbroju njihovih slika, a slika skaliranog vektora jednaka slici vektora skaliranoj za isti iznos. Formalno, ako su {\displaystyle V} i {\displaystyle W} vektorski prostori nad poljem {\displaystyle \mathbb {F} }, preslikavanje {\displaystyle O:V\rightarrow W} zvat će se linearnim operatorom ako ima svojstvo aditivnosti,
{\displaystyle O(v_{1}+v_{2})=O(v_{1})+O(v_{2})}
i svojstvo homogenosti,
{\displaystyle O(\alpha \,v)=\alpha \,O(v)}
za sve vektore {\displaystyle v} iz {\displaystyle V} i sve {\displaystyle \alpha } iz {\displaystyle \mathbb {F} }.
Linearnost je objedinjeni naziv za aditivnost i homogenost. 
Linearni operator ishodište (nulvektor) jednog vektorskog prostora uvijek preslikava u ishodište drugog prostora.

## Primjeri linearnih operatora
Rotacija ravnine za kut {\displaystyle \phi } je linearan operator, isto kao i projekcija vektora ravnine na prvu koordinatnu os. Manje geometrijski primjeri su operator deriviranja definiran na prostoru svih polinoma n-tog stupnja, kao i operator integriranja nad istim prostorom. Ako je kompozicija dvaju linearnih operatora definirana, ona je također linearan operator.

## Matrični prikaz linearnog operatora
Matrica jest linearno preslikavanje baznih vektora nekog vektorskog prostora.
Realna {\displaystyle m\times n} matrica {\displaystyle \mathbf {A} } radi linearno preslikavanje {\displaystyle \mathbb {R} ^{n}\to \mathbb {R} ^{m}}.
Primjera radi, sljedeća {\displaystyle 2\times 2} matrica
{\displaystyle \mathbf {A} ={\begin{bmatrix}a&c\\b&d\end{bmatrix}}} radi sljedeća {\displaystyle \mathbb {R} ^{2}\to \mathbb {R} ^{2}} preslikavanja, ovisno o elementima matrice.
| Horizontalno smicanje m = 1.25.                           | Refleksija oko vertikalne osi                           | Preslikavanje stiskanja with r = 3/2                                             | Skaliranje s faktorom 3/2                                                        | Rotacija od π/6 = 30° |
| {\displaystyle {\begin{bmatrix}1&1.25\\0&1\end{bmatrix}}} | {\displaystyle {\begin{bmatrix}-1&0\\0&1\end{bmatrix}}} | {\displaystyle {\begin{bmatrix}{\frac {3}{2}}&0\\0&{\frac {2}{3}}\end{bmatrix}}} | {\displaystyle {\begin{bmatrix}{\frac {3}{2}}&0\\0&{\frac {3}{2}}\end{bmatrix}}} | {\displaystyle {\begin{bmatrix}\cos \left({\frac {\pi }{6}}\right)&-\sin \left({\frac {\pi }{6}}\right)\\\sin \left({\frac {\pi }{6}}\right)&\cos \left({\frac {\pi }{6}}\right)\end{bmatrix}}} |
|                                                           |                                                         |                                                                                  |                                                                                  | |